# تشايكوفسكي (بيرم كراي)
تشايكوفسكي، بيرم كراي (بالروسية: Чайковский) هي إحدى مدن روسيا في الكيان الفدرالي الروسي بيرم كراي.

## توأمة
لتشايكوفسكي (بيرم كراي) اتفاقيات توأمة مع:
- نويشتريليتز